# Песчаный (Северский район)
Песчаный — хутор в Северском районе Краснодарского края Российской Федерации, входит в состав Львовского сельского поселения, состоит из 14 домохозяйств.

## География
Хутор Песчаный расположен на северо-западе района, в 6 км южнее села Львовское, в 30 км западнее Краснодара, на правом берегу реки Песчанки, впадающей в Крюковское водохранилище, высота над уровнем моря 35 м, на хуторе одна улица — Центральная.

## История
На 1925 год хутор входил в тот же сельсовет, того же района Кубанского округа Северо-Кавказского края, на хуторе было 14 дворов, 30 мужчин и 40 женщин, имелся 1 колодец.

## Население
| 2002 | 2010 |
| ---- | ---- |
| 72   | ↘65  |